# آلت‌فرائن‌هوفن
آلت‌فرائن‌هوفن (به آلمانی: Altfraunhofen) یک شهر در آلمان است که در بایرن واقع شده‌است.
آلت‌فرائن‌هوفن ۲۴٫۲۸ کیلومترمربع مساحت دارد ۴۶۲-۴۷۴ متر بالاتر از سطح دریا واقع شده‌است.